# Trachycera
Trachycera é um gênero de mariposa pertencente à família Crambidae.